# Вільям Парсонс, третій лорд Росс

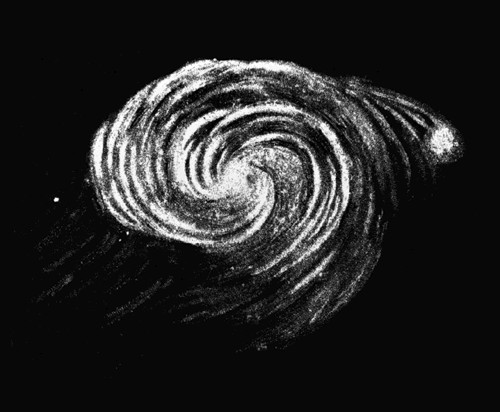
Малюнок галактики Вир, зроблений Вільямом Парсонсом у 1845

Вільям Парсонс, третій лорд Росс (англ. William Parsons, 3rd Earl of Rosse; 17 червня 1800 — 31 жовтня 1867) — ірландський астроном, член (від 1831) і президент (1849—1854) Лондонського королівського товариства, член Королівського астрономічного товариства (від 1824), іноземний член Петербурзької АН (1852). Член Палати громад (1821—1834) і Палати лордів (1845—1867) парламенту Великої Британії, канцлер Триніті-коледжу Дублінського університету (1862—1867).

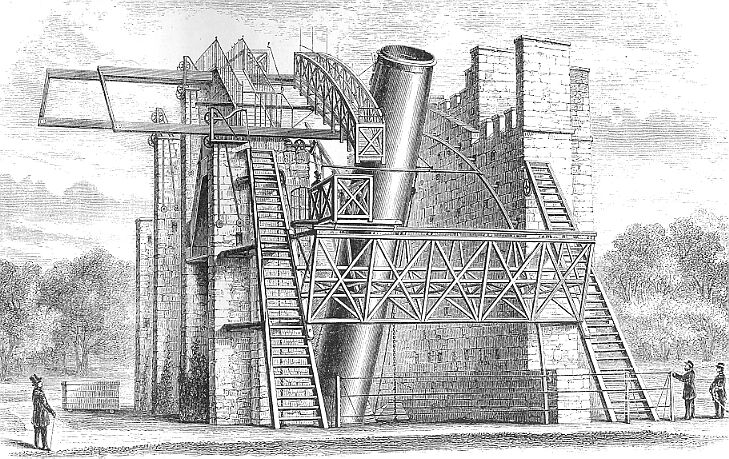
6-ти футовий телескоп Парсонса «Левіафан»

Спроектував і збудував у своєму ірландському родовому маєтку Берр-Кастл в 1840 92-сантиметровий рефлектор, в 1845 — 182-сантиметровий рефлектор з фокусною відстанню 17 м, котрий довго залишався найбільшим телескопом у світі і дозволив Парсонсу відкрити багато раніше невідомих деталей будови туманностей. У 1845 вперше описав спіральну структуру багатьох туманностей, детально вивчив і описав велику туманність Оріона.
Королівська медаль Лондонського королівського товариства (1851).